# Gunter Hampel
Pour les articles homonymes, voir Hampel.

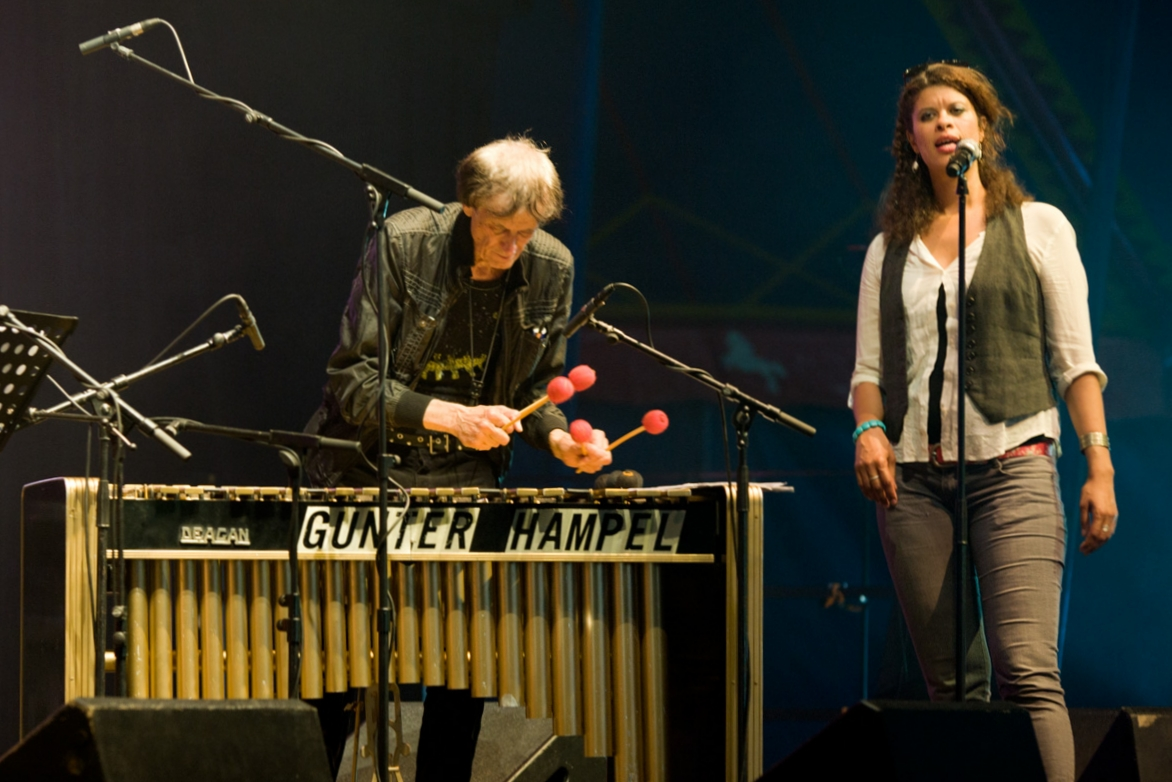
Gunter Hampel avec Cavana Lee au Festival de Moers 2012.

Gunter Hampel, né le 31 août 1937  à Göttingen, en Allemagne, est un musicien de jazz allemand, vibraphoniste, clarinettiste, saxophoniste, flûtiste, pianiste et compositeur, connu pour son album The 8th of July 1969 qui comprenait les musiciens Anthony Braxton, Willem Breuker et Jeanne Lee.

## Biographie
Hampel se consacre au free jazz dans les années 1960, développant son propre label (Birth Records), et travaille avec divers artistes au fil des ans, incluant John McLaughlin, Muruga Booker, Laurie Allan, Udo Lindenberg, Pierre Courbois et Perry Robinson, Marion Brown ou Boulou et Elios Ferré. Dans les années 1970, il a également formé le Galaxie Dream Band.

## Discographie sélective
- 1964 : Heartplants (MPS), avec Manfred Schoof, Alexander von Schlippenbach, Buschi Niebergall, Pierre Courbois
- 1967 : Music from Europe (ESP 1042)
- 1969 : The 8th of July 1969 (Birth Records 001)
- 1970 : People Symphony (Birth Records 005)
- 1971 : Out of New York - The Music of Gunter Hampel (MPS 2120 900-8, BASF 2120 900-8)
- 1972 : Familie with Anthony Braxton, Jeanne Lee (Birth Records 008)
- 1975 : Cosmic Dancer (Birth Records 024)
- 1978 : Reeds 'n Vibes (Improvising Artists), avec Marion Brown
- 1978 : Flying Carpet (Kharma Records)
- 1985 : Fresh Heat - The Gunter Hampel New York Orchestra

### Source de la traduction
- (en) Cet article est partiellement ou en totalité issu de l’article de Wikipédia en anglais intitulé « Gunter Hampel » (voir la liste des auteurs).